# Més que un somni
Més que un somni (títol original en neerlandès, Ik wist het) és una pel·lícula de comèdia romàntica neerlandesa del 2022 dirigida per Jamel Aattache. La pel·lícula està basada en la novel·la homònima del 2014 de Chantal van Gastel. S'ha doblat i subtitulat al català.
El rodatge va començar el maig del 2021 al voltant del mercat de formatge d'Edam, on una casa es va convertir completament en una floristeria. La banda sonora de Perquisite i Sliderinc es va publicar el 18 de febrer de 2022.
La pel·lícula es va estrenar el 16 de febrer de 2022 a Bèlgica i el 17 de febrer de 2022 als Països Baixos. La pel·lícula va rebre crítiques en diversos sentits dels crítics neerlandeses.